# Area metropolitana di Montevideo

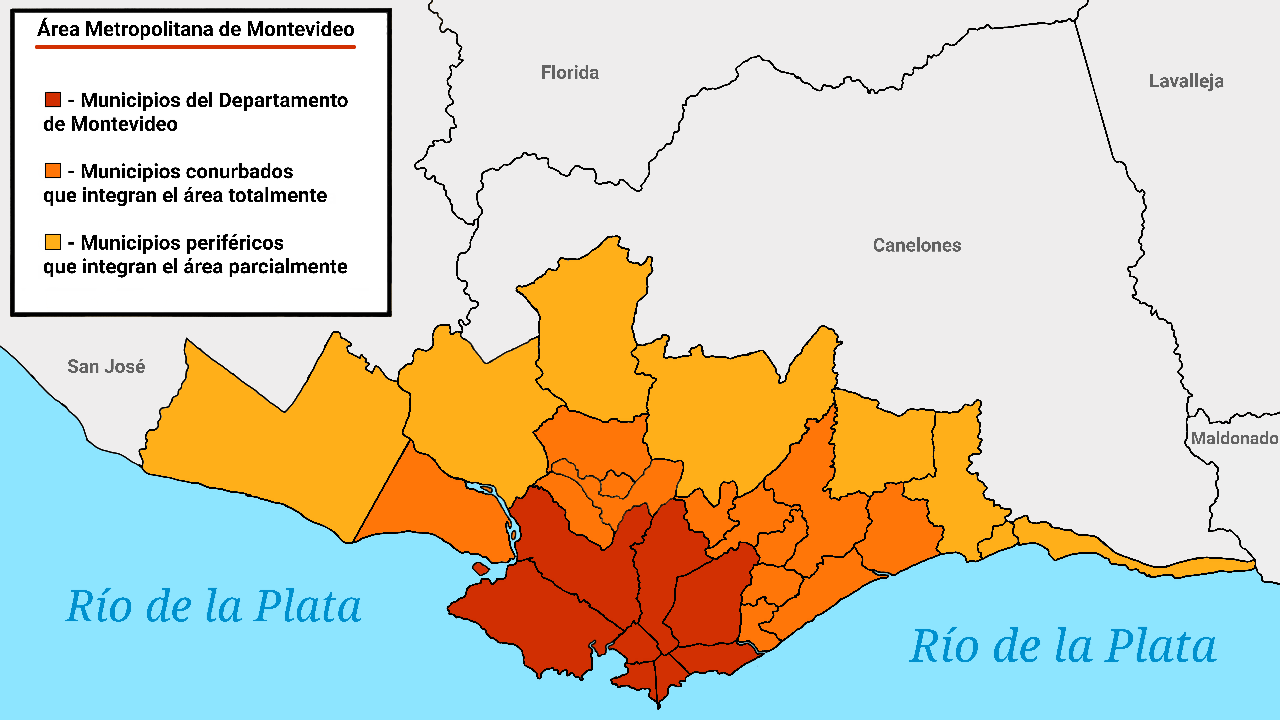
Mappa dell'area metropolitana di Montevideo, con i rispettivi comuni

L'area metropolitana di Montevideo o Grande Montevideo (in spagnolo Área metropolitana de Montevideo) è la conurbazione che circonda la capitale dell'Uruguay, includendo i suoi sobborghi e le città satellite, tutti compresi nei dipartimenti di Montevideo, Canelones e San José.
Al censimento del 2011 la popolazione del dipartimento di Montevideo risultava di 1319108 abitanti, ma raggiungeva 1764745 con l'area metropolitana, raccogliendo quindi il 54% della popolazione dell'Uruguay.
La Grande Montevideo è l'area più importante del paese in termini economici e socioculturali, con la più alta densità di popolazione. Produce il 65% del PIL nazionale e vi si concentrano il 60% dell'industria manifatturiera e l'80% dei servizi.

## Città e località

### Dipartimento di Canelones
- Barra de Carrasco
- Barros Blancos
- Canelones
- Cerrillos
- City Golf
- Ciudad de la Costa
- Colinas de Solymar
- Colonia Nicolich
- Costa Azul
- El Pinar
- Empalme Olmos
- Estación Atlántida
- Estación La Floresta
- Estanque de Pando
- Jardines de Pando
- Joaquín Suárez
- Lagomar
- La Floresta
- La Paz

- Las Piedras
- Las Toscas
- Lomas de Carrasco
- Lomas de Solymar
- Neptunia
- Pando
- Parque del Plata
- Paso de Carrasco
- Progreso
- Salinas
- San José de Carrasco
- Sauce
- Shangrilá
- Solymar
- Toledo
- Totoral del Sauce
- Villa Aeroparque
- Villa Crespo y San Andrés
- 18 de Mayo

### Dipartimento di Montevideo
- Montevideo

### Dipartimento di San José
- Ciudad del Plata
- Playa Pascual